# Скорпион (бот)
«Скорпион» — парусный бот Каспийской флотилии Российской империи.

## Описание судна
Парусный одномачтовый бот с деревянным корпусом.

## История службы
Бот «Скорпион» был спущен со стапеля Абовской верфи в 1847 году, в том же году по внутренним водным путям переведён из Балтийского моря в Астрахань, где вошёл в состав Каспийской флотилии России.
Ежегодно с 1848 по 1852 год выходил в плавания в Каспийское море. С 1852 по 1854 год находился у Астрабадской станции и совершал плавания в Каспийском море, в том числе 19 сентября (1 октября) 1852 года в составе отряда командующего Астрабадской станцией капитан-лейтенанта И. И. Свинкина принимал участие в сражении с туркменами у аула Гассан-Кули. С 1854 по 1859 год вновь выходил в плавания в Каспийское море.
По окончании службы в 1860 году бот «Скорпион» был разобран в Астрахани.

## Командиры судна
Командирами бота «Скорпион» в разное время служили:
- лейтенант П. И. Ристори (1850—1851 годы)[8];
- лейтенант барон А. К. фон Геллесем (1852—1854 годы)[5].